# Onzan-ji
Onzan-ji (恩山寺) est le 18e temple  du pèlerinage de Shikoku. Il est situé sur la municipalité de Komatsushima, préfecture de Tokushima, au Japon.
On y accède, depuis le temple 17, Ido-ji, après une marche d'environ 18 km en ville.
En 2015, le Onzan-ji est désigné Japan Heritage avec les 87 autres temples du pèlerinage de Shikoku.